# Max Rüeger
Max Rüeger (Wädenswil, 29 d'abril de 1934 - Zúric, 16 de maig de 2009) fou un escriptor i locutor de ràdio suís.

## Biografia
Després de graduar-se a l'escola secundària, Max Rüeger es va fer conegut a la dècada dels 60 com a locutor de ràdio. Per a la Schweizer Radio DRS va presentar programes com «Autoradio Schweiz», «Espresso» i «Guete Morge». També va ser autor de radioteatre i programes d'entreteniment (per exemple, Teleboy), obres de cabaret (com Cabaret Rotstift) i lletres de cançons (especialment per al Trio Eugster; noves versions dels llibrets de «Kleinen Niederdorfoper» de Werner Wollenberger). El 1969 va rebre la Rose d'Or de Montreux pel musical «Holiday in Switzerland» compost junt amb Hans Gmür. Va estar a la televisió alemanya de tant en tant al concurs televisiu Was bin ich com a membre dels Rateteams i va representar al seu col·lega suís Guido Baumann. De 1984 a 1999 Rüegerva formar part de la redacció de la revista Schweizer Illustrierte. Rüeger va rebre el Premi al Reconeixement Literari del Cantó de Zuric pel llibre Heb Sorg, escrit el 2004.

## Obres

### Llibres
- Auto-Radio Schweiz. Heiterer Führer für Strassenbenützer. Mit Illustrationen von Scapa. Benteli, Bern 1968
- Der Witz der Schweizer. Gesammelt und aufgezeichnet von Max Rüeger. Desch, München 1971; Herbig, München 1986
- Irlands Pferde. Bildband (Text mit Hanspeter Meier). Hallwag, Bern 1975
- Winterland Schweiz. Eine Winter-Fantasie (mit Ernst Fretz). AT, Aarau 1979
- Heb Sorg. Verse, Lieder, Chansons. Vorwort von Peter Zeindler. Altberg, Richterswil 2004, ISBN 3-9521782-3-3
- Das wär’s. Die letzten Verse. Vorwort von Heinz Lüthi. Altberg, Richterswil 2009, ISBN 978-3-9521782-6-3

### Gravacions de so
- 16x Max Rüeger. Samstag-Verse aus der Radioreihe «Spott + Musik». Musikalische Zwischenspiele von Emil Moser. LP, Pick 1973